# Ivry-la-Bataille
Ivry-la-Bataille település Franciaországban, Eure megyében. Lakosainak száma 2640 fő (2022. január 1.). Ivry-la-Bataille La Couture-Boussey, Ézy-sur-Eure, Garennes-sur-Eure és La Chaussée-d’Ivry községekkel határos.

## Népesség
A település népességének változása:
| Lakosok száma | 2183 | 2065 | 2563 | 2681 | 2666 | 2742 | 2724 | 2665 | 2658 | 2640 |
|               | 1968 | 1982 | 1990 | 2006 | 2013 | 2015 | 2017 | 2019 | 2020 | 2022 |